# Mykola Muraschko

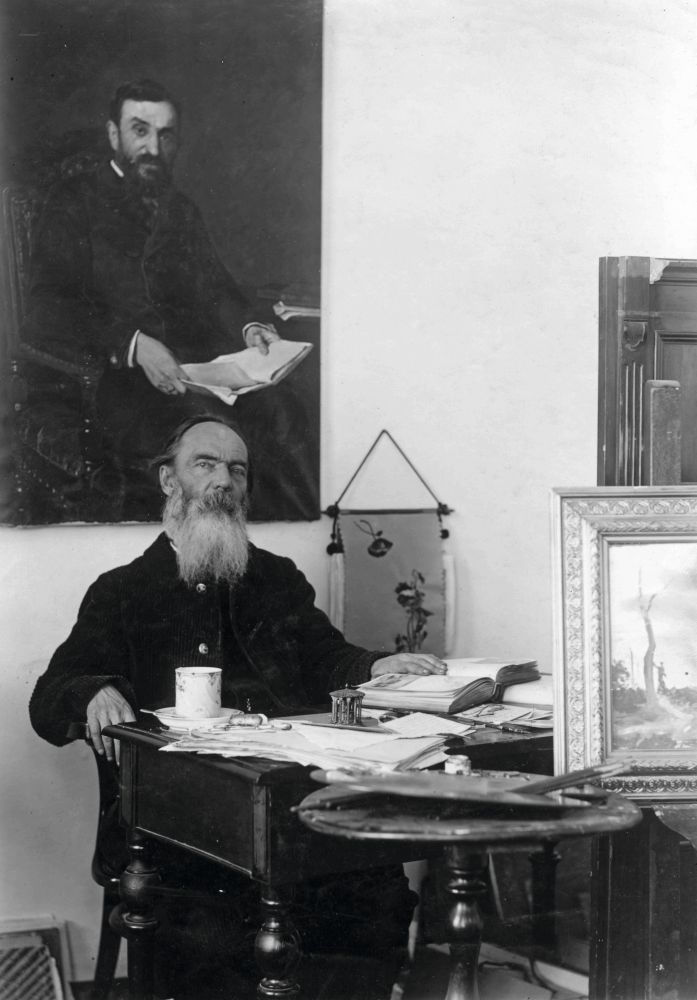
Mykola Muraschko

Mykola Iwanowytsch Muraschko (ukrainisch Микола Іванович Мурашко, russisch Николай Иванович Мурашко / Nikolai Iwanowitsch Muraschko; * 8. Maijul. / 20. Mai 1844greg. in Gluchow, Gouvernement Tschernigow, Russisches Kaiserreich; † 9. Septemberjul. / 22. September 1909greg. in Butscha, Gouvernement Kiew, Russisches Kaiserreich) war ein ukrainisch-russischer Maler, Kunstkritiker, Kunsthistoriker sowie Gründer und Leiter der Kiewer Zeichenschule.

## Leben
Mykola Muraschko kam in Hluchiw in der heutigen ukrainischen Oblast Sumy als Sohn des Ikonenmalers Iwan Muraschko zur Welt. Er wollte zunächst in Kiew studieren, jedoch wurde ihm dort nahegelegt, ein Studium an der Kaiserlichen Kunstakademie in Sankt Petersburg aufzunehmen. Dies setzte er um, und von 1863 bis 1866 studierte er an der Petersburger Akademie, an der er Ilja Repin kennen lernte und mit diesem Freundschaft schloss. Muraschko konnte das Studium jedoch aufgrund einer Krankheit nicht abschließen und sah sich gezwungen, in die Ukraine zurückzukehren, nachdem ihm im Oktober 1867 die Lehrbefugnis durch die Akademie erteilt wurde.
1868 begann er zunächst, als Gymnasialkunstlehrer in Kiew zu unterrichten. 1875 erhielt Muraschko die schriftliche Genehmigung des Rektors der St.-Wladimir-Universität eine private Zeichnenschule zu gründen, woraufhin er im selben Jahr die Kiewer Zeichenschule eröffnete. An der Schule, die, mit finanzieller Hilfe von Wassyl Tarnowskyj junior, über 25 Jahre bis zum 22. Mai 1901 existierte, lehrten unter anderem Hryhorij Djadtschenko, Iwan Trusch, Wolodymyr Orlowskyj, Michail Wrubel, Mykola Pymonenko, Iwan Selesnjow und Chariton Platonow. Zu den Schülern der Zeichnenschule gehörten Jewhen Wscheschtsch, Iwan Jischakewytsch, Kostjantyn Kryschyzkyj, Witold Bjalynizki-Birulja, Petro Cholodnyj, Wiktor Samirailo und Mykola Pymonenko.
In den späten 1870er Jahren befasste sich Muraschko intensiv mit der Landschaftsmalerei, sodass er in den 1880/90er Jahren zahlreiche Landschaftsbilder schuf. In dieser Schaffensphase malte er außerdem mehrere Porträts in der Tradition der russischen realistischen Malerei, wie beispielsweise das des russischen Malers Nikolai Ge.
Der Schwerpunkt seiner Aktivitäten war jedoch das Unterrichten der Schüler seiner Kunstschule, wofür er zum Studium die besten Schulen besuchte. So bereiste er in den Jahren 1885, 1891 und 1894 die Kunstschulen und Akademien in Krakau, Wien, Paris, Bologna, Florenz und Rom. Seit den 1880er Jahren veröffentlichte er Artikel und Rezensionen in der Presse und förderte Künstler.
Ab 1877 entstand auf seine Initiative hin eine jährliche Kunstausstellung in Kiew, welche die Werke von russischen, ukrainischen und internationalen Malern des Realismus wie Jewhen Wscheschtsch, Wolodymyr Orlowskyj, Kyriak Kostandi, Rufin Sudkowskyj, Gennadi Ladyschenski (Геннадий Александрович Ладыженский 1853–1916), Opanas Slastion (Руфін Гаврилович Судковський 1855–1933), Ilja Repin, Wassili Wereschtschagin, Wassili Polenow und Iwan Schischkin ausstellte.
Muraschko starb 65-jährig auf seiner Datscha in Butscha 25 Kilometer nordwestlich von Kiew und wurde in Kiew auf dem Lukjaniwska-Friedhof bestattet.
Zwischen 1907 und 1909 veröffentlichte Muraschko seine Memoiren in drei Bänden. 1956 veröffentlichte Jurij Turtschenko (Юрій Якович Турченко) in Kiew sein Werk über ihn und seine Malschule. Mykola Muraschko war der Stiefonkel des ukrainischen Malers und Pädagogen Oleksandr Muraschko (Mykolas Bruder, der Ikonenmaler Oleksandr Muraschko, war der Ehemann der Mutter des unehelich geborenen Oleksandr Muraschko), den er, nachdem dieser fünfzehnjährig sein Elternhaus verließ, unterstützte.

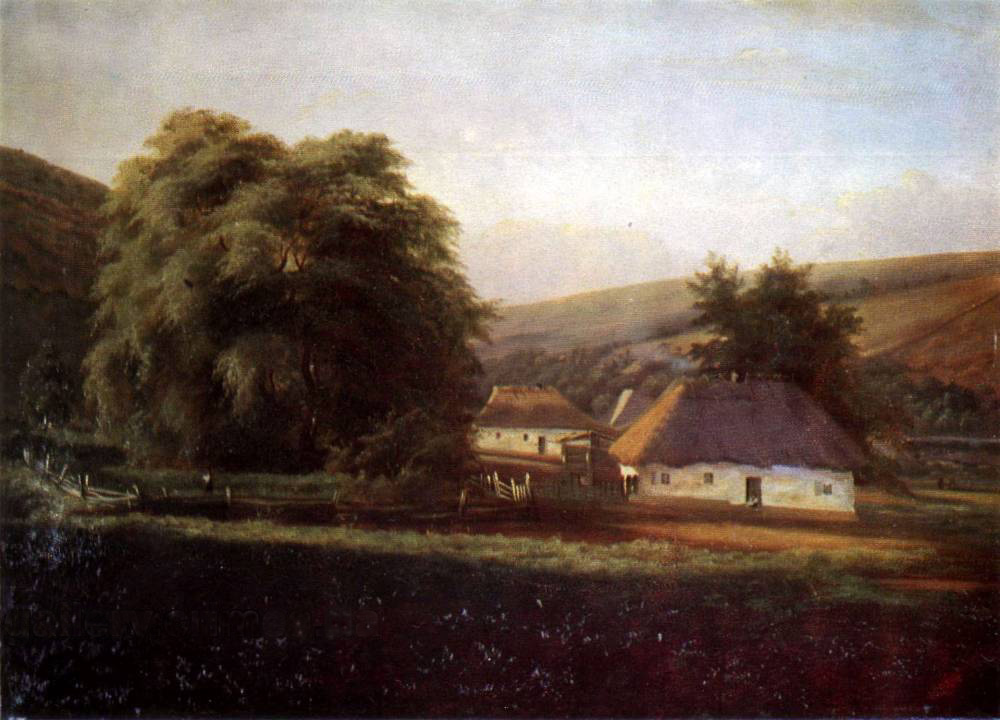
Ukrainische Landschaft, 1896
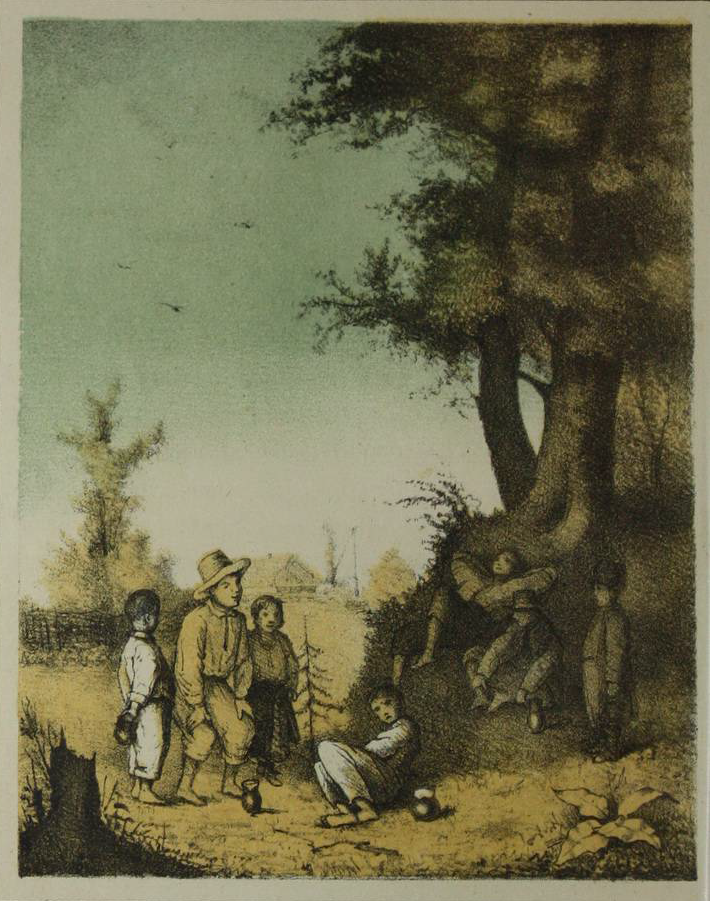
Illustration in der ukrainischen Übersetzung der Märchen von Hans Christian Andersen, 1873
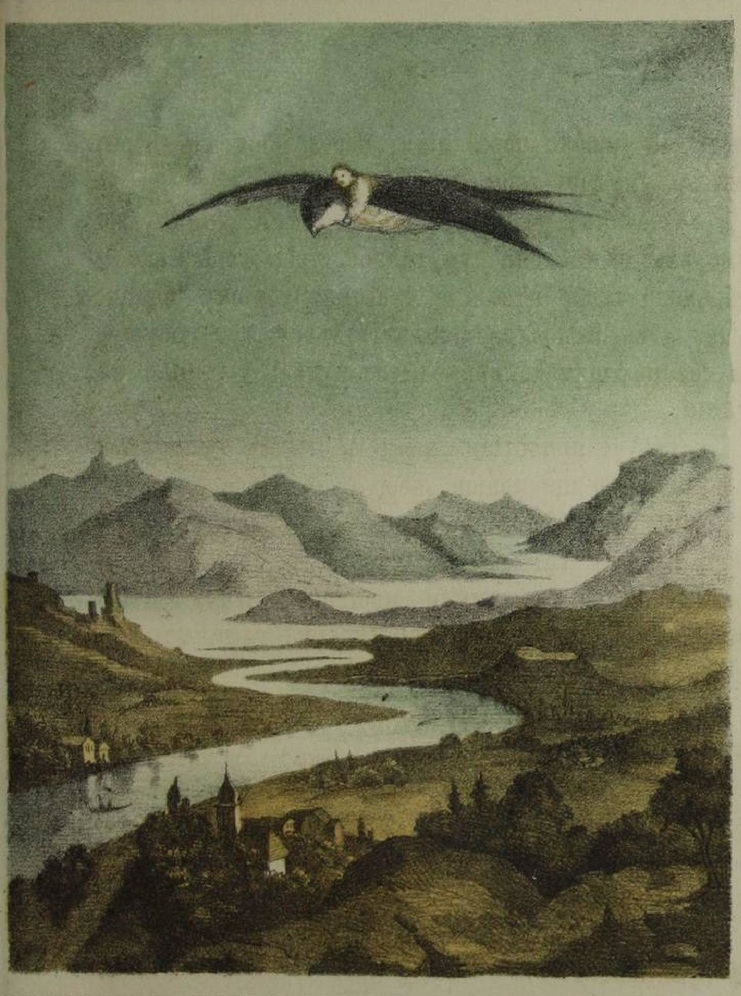
Weitere Illustration zu Andersens Märchen, 1873
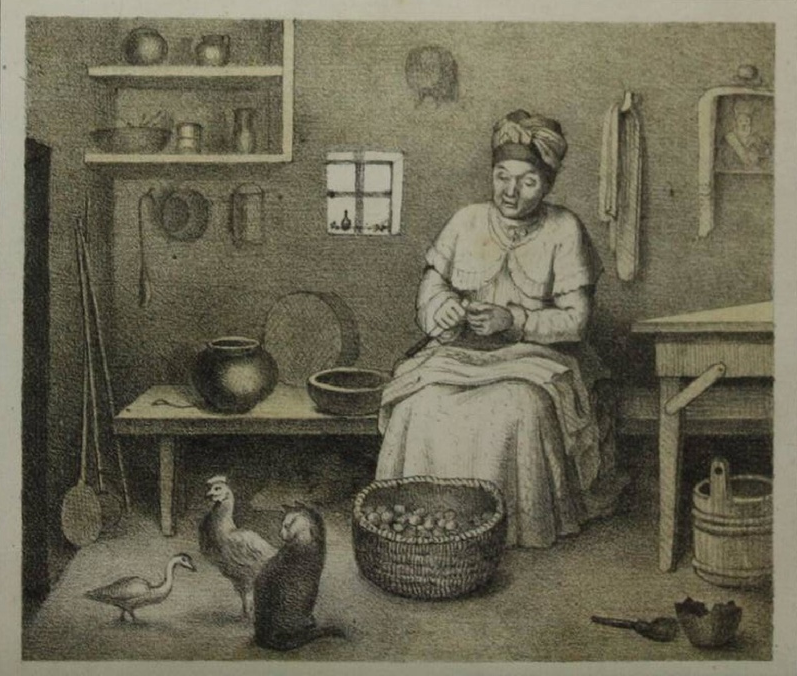
Weitere Illustration zu Andersens Märchen, 1873
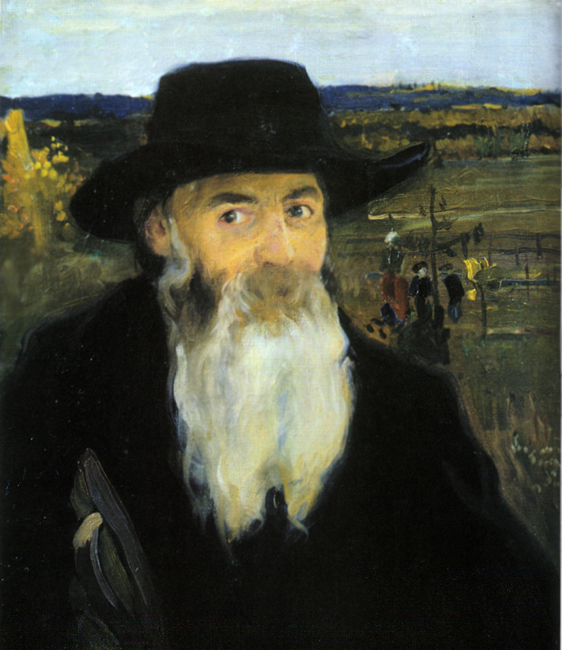
Mykola Muraschko von Oleksandr Muraschko, 1906